# Carmenta auritincta
Carmenta auritincta (tên tiếng Anh: Arizona Clearwing Moth) là một loài bướm đêm thuộc họ Sesiidae. Nó được Engelhardt miêu tả năm 1925. Nó được tìm thấy ở tây nam Arizona và miền bắc México.